# Freude

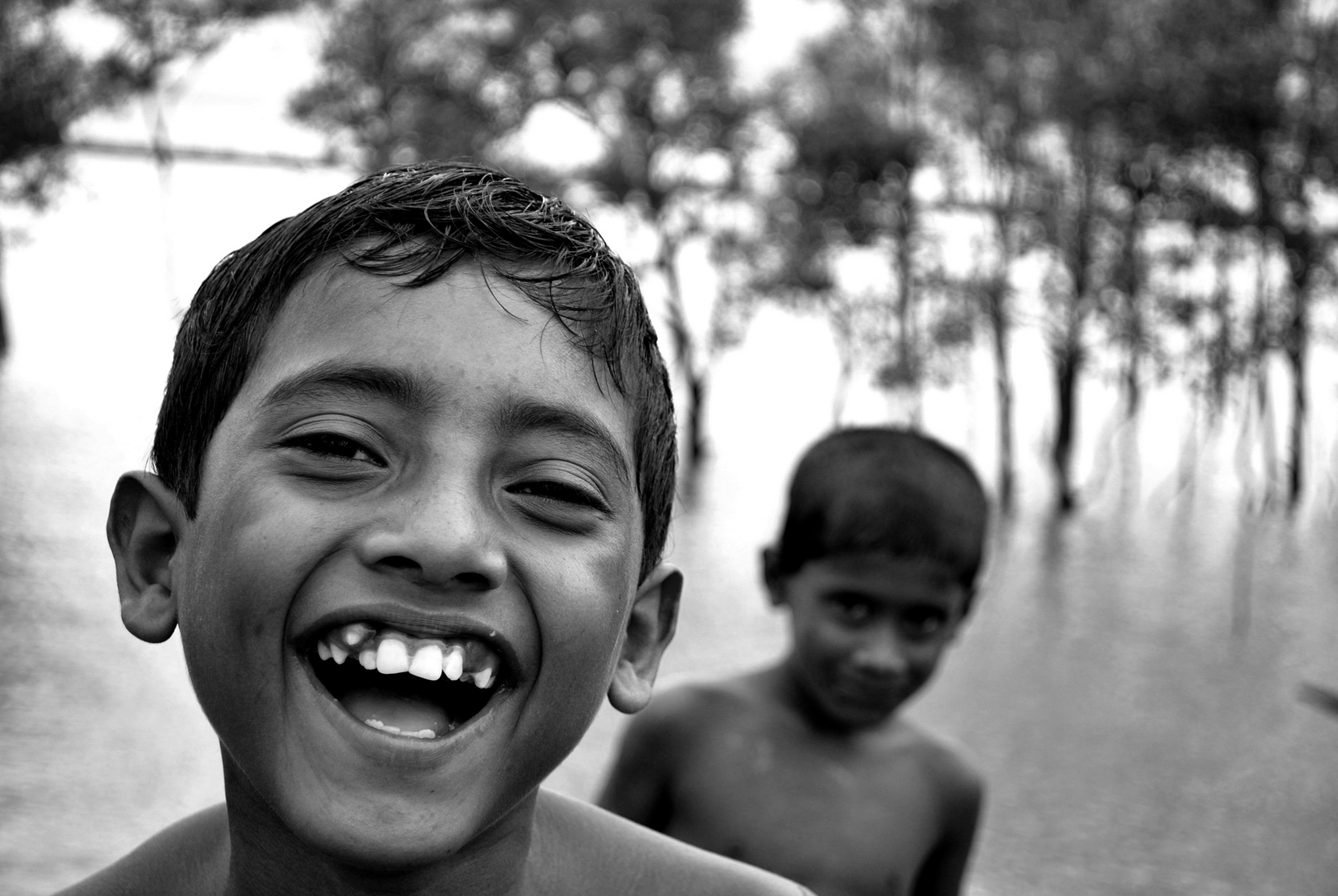
Lachen ist eine typische Äußerung von Freude

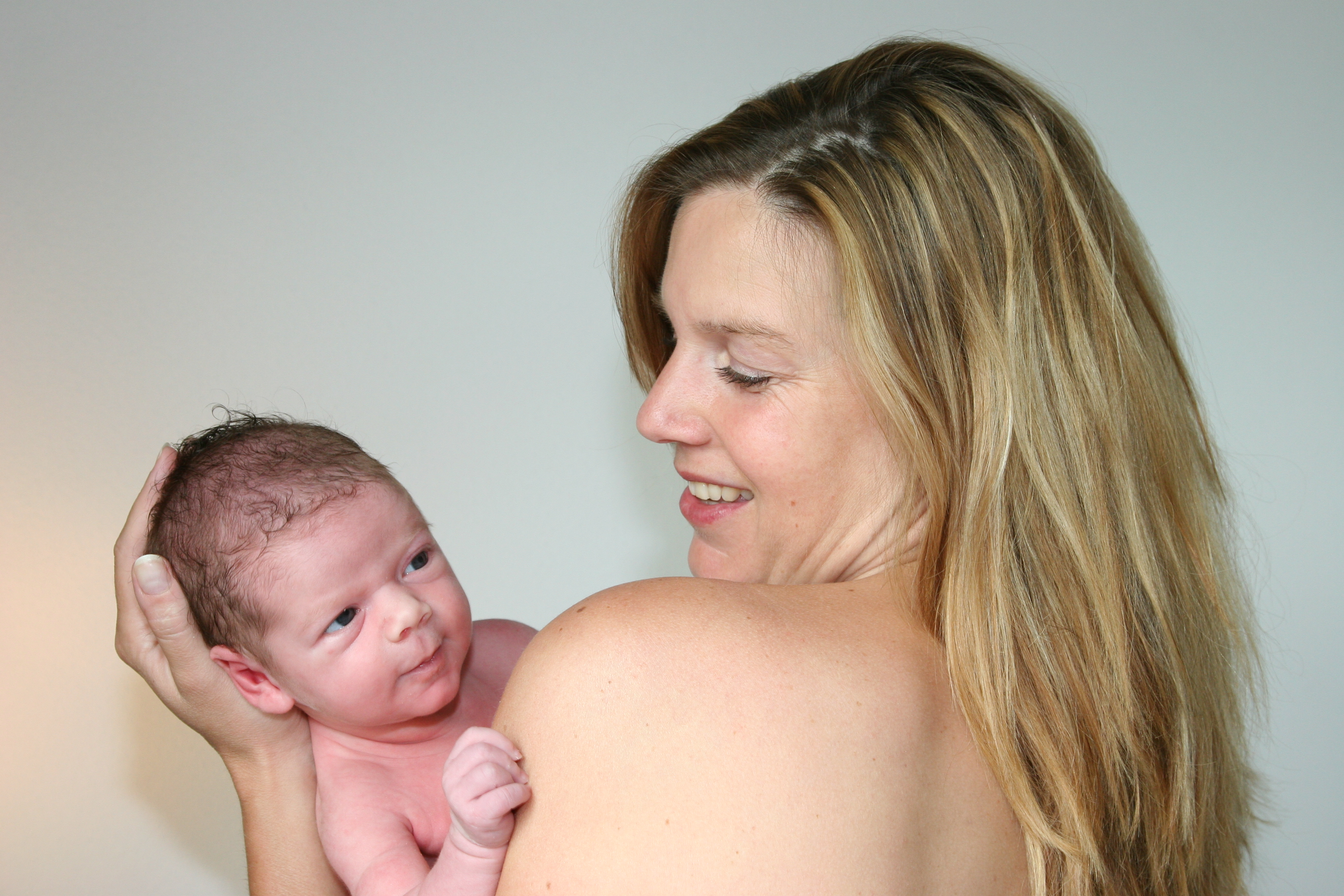
Freude einer Mutter über ihr Kind.

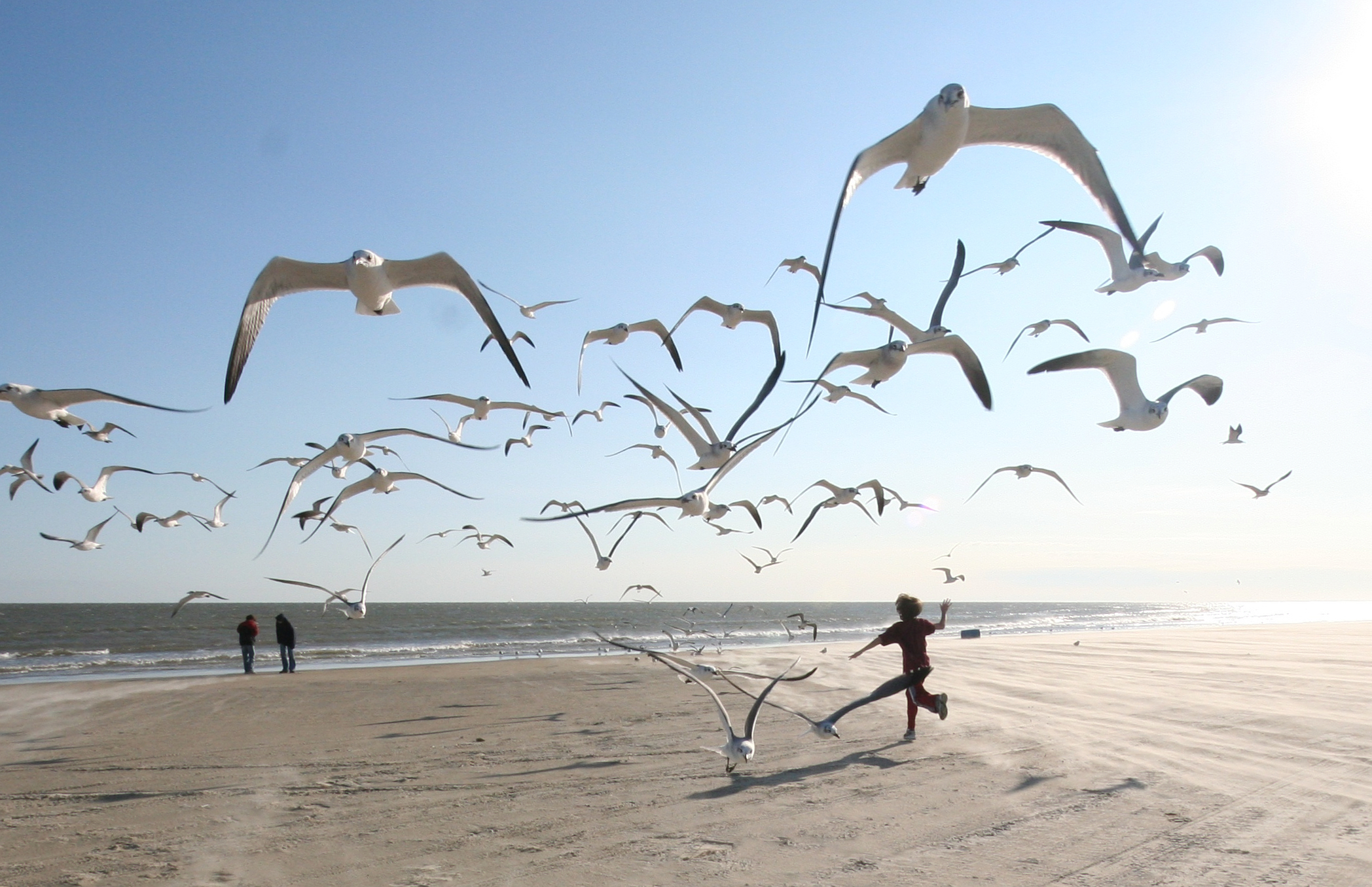
Freude als befreiendes Lebensgefühl

Freude ist der Gemütszustand oder die primäre Emotion, die als Reaktion auf eine angenehme Situation oder die Erinnerung an eine solche entsteht. Je nach Intensität äußert sie sich als Lächeln, Lachen, Freudenschrei oder in einem Handeln.
Im weiteren Sinne kann auch der Auslöser einer Freude, eine frohe Stimmung oder ein frohes Dasein als Freude bezeichnet werden. Der Begriff Glück wird manchmal im Sinne von Freude verwendet.
Freude ist für sich selbst gesehen weder gut noch schlecht. Eine wertende Komponente kommt ihr erst zu, wenn sie in negativem oder positivem Verhältnis zur geltenden Moral steht (Beispiele: Schadenfreude bzw. Siegesfreude).

## Ansichten von Freude

### Westliche Philosophie
Für den griechischen Philosophen Epikur ist Freude (je nach Übersetzung auch „Lust“) ein zentrales Ziel des menschlichen Lebens.

### Christentum
In der Bibel ist vielfach von der Freude die Rede. Im Alten Testament an mehr als 200, im Neuen Testament an über 100 Stellen. Die Bibel stellt die Freude an Gott als eine Quelle der Kraft dar („Die Freude am Herrn ist eure Stärke.“, Neh 8,10b ), die es ermöglicht, auch in unerfreulichen Situationen sein inneres Gleichgewicht zu erhalten. Sie zählt die Freude zur Frucht des Heiligen Geistes. Der Dienst am Nächsten kann auch dem Dienenden Freude bereiten.
Da Gott seinem Wesen nach Liebe ist und die Freude mit der Liebe einher geht, fallen in Gott Liebe und Freude zusammen. Freude ist daher letztlich „göttlichen Ursprungs“. Nach seinem Selbstverständnis ist das Christentum „auch eine Religion der Freude“ und es gilt:
„Christus ist die Freude“ (Papst Paul VI.), die Nachricht von ihm Evangelium, d. h. Botschaft der Freude; Liturgie soll Feier der Freude der Auferstehung sein. Es gilt für den Christen: „Freut euch zu jeder Zeit!“ (1 Thess 5,16 ).

### Buddhismus
Im Buddhismus, aber auch in zahlreichen anderen östlichen religiösen und meditativen Systemen wird angenommen, dass ein seelischer Zustand der Freude und Ausgeglichenheit durch Selbsterkenntnis und „achtsame“ und „rechte Lebensweise“ gefördert werden kann. Die Mitfreude (Mudita) an der Freude anderer nimmt daher eine zentrale Stellung in der buddhistischen Geistesschulung und Ethik ein.

### Weitere Ansichten
Für Friedrich Schiller ist Freude ein göttliches Prinzip, wie in seinem Gedicht An die Freude zu lesen („Freude, schöner Götterfunken, Tochter aus Elysium“). Es ist das Prinzip, welches alles Leben antreibt („Freude, Freude treibt die Räder in der großen Weltenuhr“). Außerdem wird es als natureigenes Prinzip beschrieben („Freude trinken alle Wesen an den Brüsten der Natur“).
Erich Fromm unterscheidet zwischen „Vergnügen“ als kurzzeitigem Hochgefühl und „Freude“ als dem Gefühl, das man auf dem Weg hin zur menschlichen Selbstverwirklichung verspüre. Freude als Lebensprinzip steht für Fromm somit im Gegensatz zu Vergnügen als Lebensprinzip (siehe auch Hedonismus), wobei letzteres nach Fromm ein Kennzeichen der Konsumgesellschaft ist.

## Besondere Formen der Freude

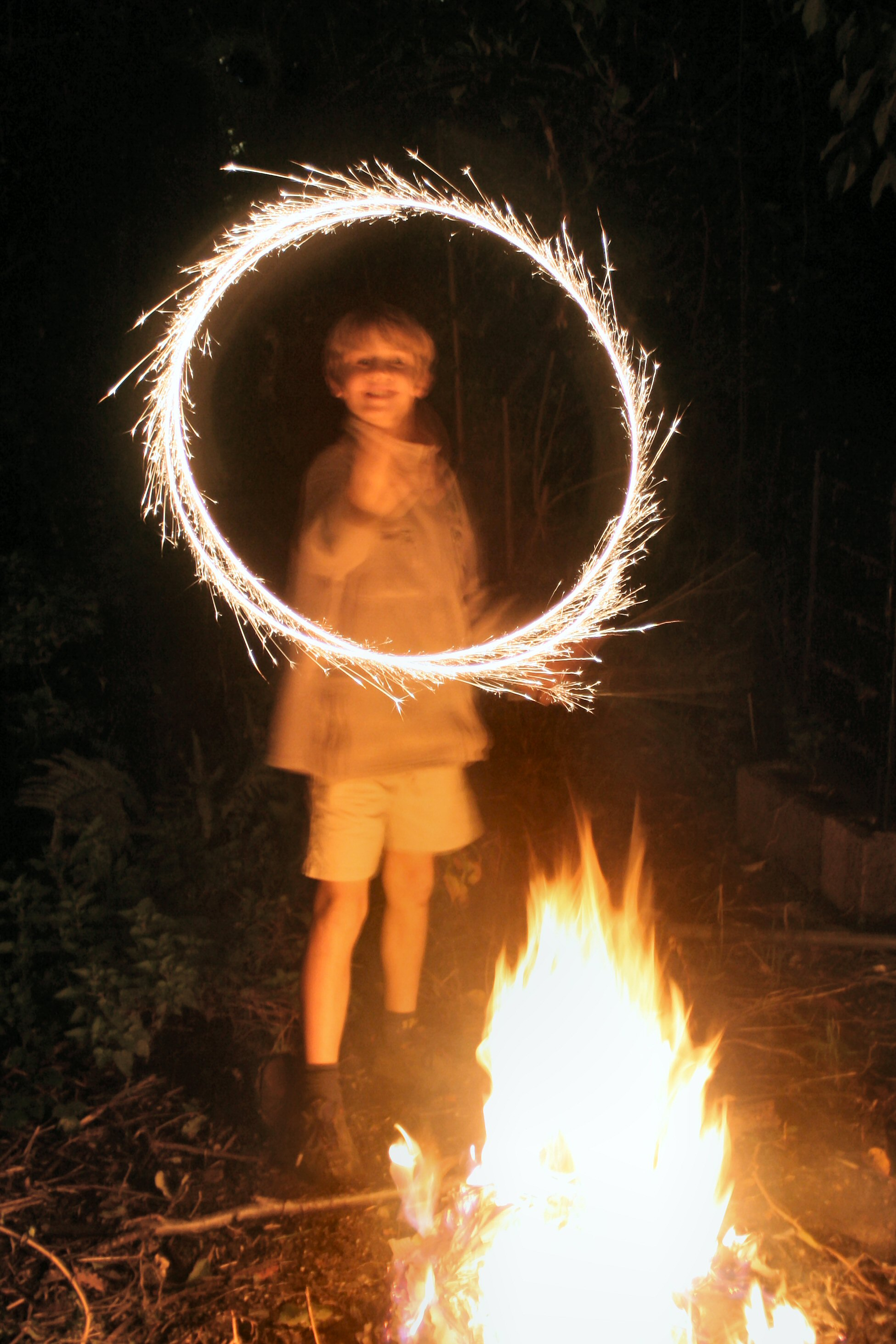
Spielfreude

### Vorfreude
Die Emotion der Freude tritt häufig in der Erwartung einer angenehmen Situation auf und ist oft stärker als die Freude beim Eintreten des Erwarteten.

### Mitfreude
Mitfreude ist die freudige Teilnahme an der Freude eines anderen (so wie Mitleid die Teilnahme am Leid eines anderen ist, also ein Mitgefühl). Der Begriff tauchte erstmals unter kritischer Betrachtung des Mitleids bei Friedrich Nietzsche auf. Die Fähigkeit zu Mitfreude ist eine wesentliche Eigenschaft für friedliches soziales Zusammenleben und eine Voraussetzung für Mehrfach-Beziehungen. Wo keine Mitfreude ist, sondern Missgunst und Konkurrenz, da entsteht Eifersucht. In der Subkultur der Polyamorie gibt es für die Mitfreude als Freude am Glück eines geliebten Menschen, der von einer anderen Person geliebt wird (also für „das Gegenteil von Eifersucht“), die Benennung Compersion.

### Schadenfreude
Schadenfreude ist Freude am Schaden oder Missgeschick, Misserfolg oder Unglück eines anderen.

### Sonstige spezielle Formen der Freude
Hier bestehen zahlreiche Wortprägungen: Arbeitsfreude, Gaumenfreude, Freuden der Liebe, Spielfreude.

## Zeichen der Freude
Die innere Freude eines Mitmenschen ist nicht ausdrücklich erkennbar, geht jedoch zumeist mit einer Entspannung der Gesichtsmuskulatur einher. Wenn jemand seine Freude zeigt, hebt er die Mundwinkel. Guillaume-Benjamin Duchenne fand heraus, dass bei echter Freude nicht nur der Mund lächelt, sondern auch die Augenringmuskeln aktiviert werden. Letztere können nur schwerlich vom Willen kontrolliert werden, wodurch der Ausdruck rund um die Augen beim erzwungenen Lächeln fehlt.
Die Mimik der Freude ist kulturübergreifend nahezu identisch (vgl. z. B. Paul Ekman).

## Gesellschaftliche Bedeutung der Freude

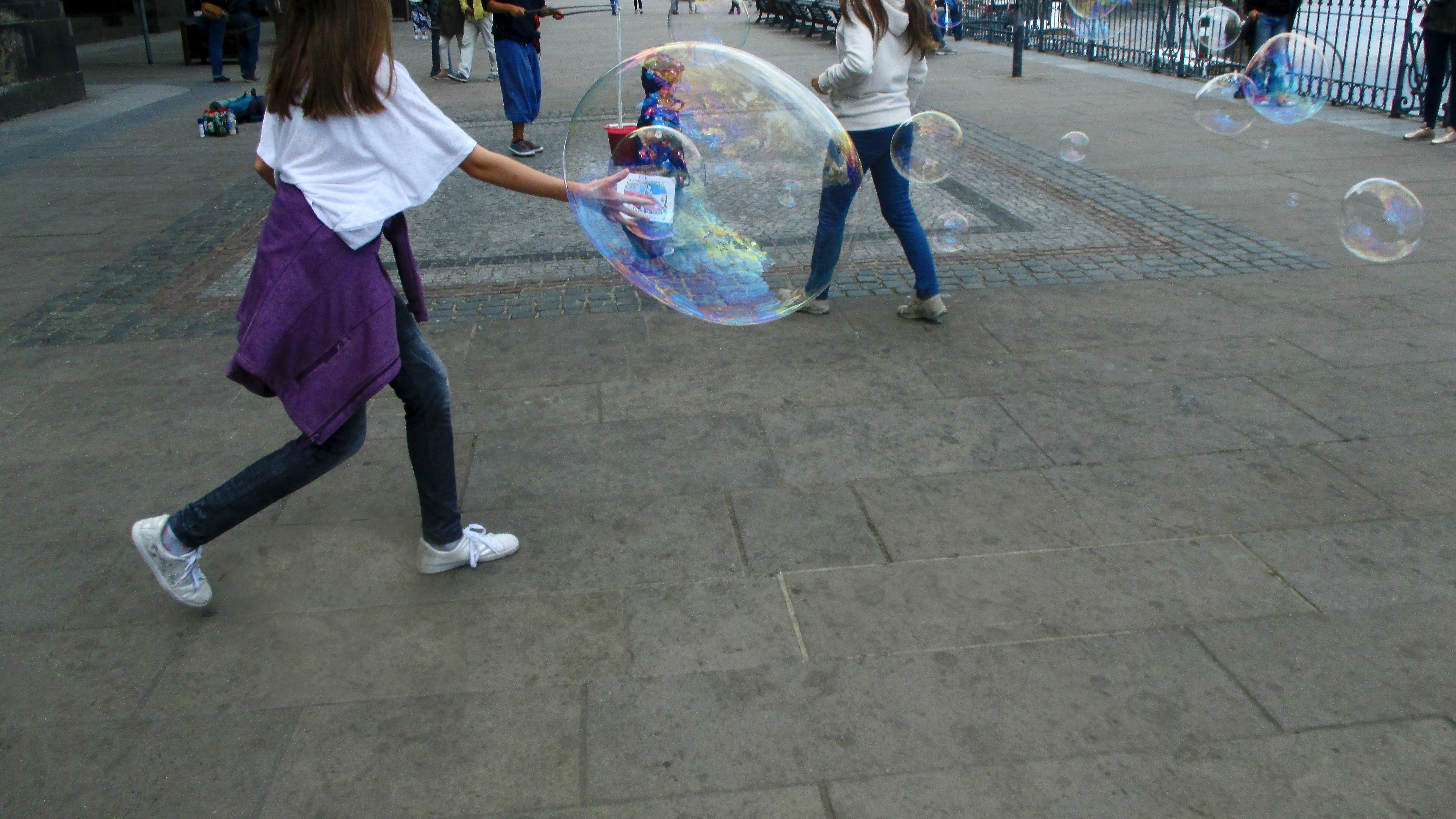
Spielende Kinder – Freude beim Seifenblasenfangen – Auf dem Balkon von Dresden – (Brühlsche Terrasse)

In östlichen und westlichen Ländern wird die Bedeutung der Freude für Lebensqualität, Gesundheit und gesellschaftliche Weiterentwicklung zunehmend erkannt. In Bhutan entwarf König Jigme Khesar Namgyel Wangchuck bereits 1972 sein Gross National Happiness (Bruttonationalglück). Es wurde durch eine UN-Resolution 2011 weltweit bekannt. Großbritannien startete 2014 das Bewerten von Wohlbefinden auf nationaler Ebene. Vom Schweizerischen Verein Welten verbinden wird seit 2014 das Freudebarometer bei internationalen Führungskräften erhoben. In Deutschland wurde 2015 durch die Bundesregierung die Initiative  Gut leben in Deutschland gegründet. Diese Initiativen streben einen bewussteren Umgang mit dem eigenen Lebenskonzept und der eigenen Gesundheit, dem Miteinander sowie den endlichen Ressourcen an. Auf vielen öffentlichen Flächen in Deutschland ist das Spielen und Zeigen der Lebensfreude von Kindern inzwischen nicht mehr verboten, sondern ausdrücklich erwünscht.